# توماس ريان (سياسي كندي)
توماس ريان هو سياسي كندي، ولد في 24 أغسطس 1849 في كندا، وتوفي في 24 نوفمبر 1937 في وينيبيغ في كندا.